# Ideia Nacional (revista)
A Ideia Nacional : revista politica bi-semanal  publicou-se em Aveiro entre março e maio de 1915 e mais tarde com um novo subtítulo «revista monarchica semanal ilustrada», entre abril e junho e 1916. Foi seu proprietário e diretor  Homem Cristo Filho, coadjuvado por António Rocha e Víctor Falcão. Explicam o seu nascimento como uma substituição temporária do terminado do diário monárquico A Restauração (que prometiam reeditar). A revista vinha abrir espaço para uma “reflexão profunda sobre os problemas nacionais” e o seu programa derivava diretamente da conjuntura que se vivia causada pela Primeira República Portuguesa.
Para colaborar nesta revista foi convidado um conjunto de personalidades de reconhecido mérito intelectual como: Ramalho Ortigão, Ayres de Ornellas, Alberto Pinheiro Torres,  Alfredo Pimenta, João do Amaral, Conde de Sabugosa e Anselmo Vieira.